# Stuck with U
«Stuck with U» (с англ. — «Застряла с тобой») — сингл американской певицы Арианы Гранде и канадского певца Джастина Бибера. Песня была записана в благотворительных целях и была выпущена 8 мая 2020 года. Это уже третье сотрудничество артистов, ранее они вместе работали над ремиксом к песне «What Do You Mean?» (2015) и над песней Lil Dicky «Earth» (2019).
По словам их менеджера, Скутера Брауна, песня является первым из ряда благотворительных релизов, которые будут выпущены в течение 2020 года.
Песня дебютировала с первого места в чарте Billboard Hot 100 от 23 мая 2020 года, став шестым хитом номер один для Джастина, а для Арианы — третьим. Песня также возглавила чарты синглов в Канаде и Новой Зеландии, вошла в топ-10 в Австралии, Чехии, Дании, Ирландии, Швеции, Великобритании и др.

## История
30 апреля 2020 года Бибер написал в Твиттере: «Завтра в 10 часов утра будет специальное объявление…». Некоторое время спустя, Гранде сделала репост его записи приписав: «Увидимся там». На следующий день артисты вышли в прямой эфир в своих социальных сетях, чтобы объявить о выпуске своей совместной песни 8 мая 2020 года. Премьера состоялась 7 мая в 9.00 по тихоокеанскому времени. Все доходы от трека будут переданы в благотворительный фонд «First Responders Children’s Foundation». Эти деньги будут направлены на выплату стипендий детям, чьи родители «боролись» с пандемией коронавирусной инфекции COVID-19.

## Мнение критиков
Анна Гака из Pitchfork похвалила песню за её простоту, заявив: «Это значимое обновление по сравнению с другими музыкальными продуктами, записанные во время карантина богатыми людьми, таких как „Imagine“ в исполнении поющих знаменитостей. Вместо плохого понимания „седой“ классики, Гранде и Бибер предлагают новую песню с приятной ретро атмосферой. Вместо Поллианнского оптимизма они звучат нотой об покорности».
The Musical Hype поставил рейтинг «Stuck with U» 4 из 5 звёзд и похвалил песню за её душевность, описав как чувственный, но со вкусом романтики и карантина сингл. Эта душевность создана Арианой Гранде, которая всегда придерживалась городского стиля поп-музыки — это подходит её голосу. Точно также, Бибер склонялся к R&B на протяжении всей своей карьеры и, повзраслев, по настоящему погрузился в него в своем альбоме Changes. Звучание «Stuck with U» довольно старое, намного старше и более традиционное, чем оба артиста.

## Коммерческий успех
«Stuck with U»  дебютировал на первом месте в основном американском хит-параде Billboard Hot 100, став  для Бибера шестым, а для Гранде третьим чарттоппером, соответственно. Эта песня также является третьей песней Бибера и Гранде, дебютировавшей на первом месте, то есть равно рекордному показателю таких исполнителей как Мэрайя Кэри и Дрейк. «Stuck With U» также является третьим дуэтом между мужчинами и женщинами за год после того, как синглы «Señorita» (Шон Мендес и Камила Кабельо) и «Shallow» (Леди Гага и Брэдли Купер) ранее возглавляли «горячую сотню» Hot 100. Гранде также стала первой исполнительницей, у которой все первых три хита дебютировали на первом месте. Песня также дебютировала на первом месте в цифровом чарте Digital Songs с 108000 загрузками, став первым треком превысившим показатель в сто тысяч скачиваний впервые после сингла «Me!» (Тейлор Свифт), который собрал 193000 загрузок в первую неделю релиза. В то время как песня является шестым для Гранде лидером цифрового чарта Digital Sales, то для Бибера это уже его 12-й чарттоппер цифрового чарта и он стал лидером среди мужчин (опередив Дрейка с его 11 хитами, достигавшими первого места) и третьим в общем списке лидеров Digital Sales после Тейлор Свифт (19) и Рианны (14).

## Музыкальное видео
Видеоклип был выпущен 8 мая 2020 года вместе с официальным релизом сингла. Он состоит из нескольких роликов, присланных молодыми фанатами артистов, которые должны были в 2020 году пойти на свой выпускной, но не смогли это сделать из-за пандемии коронавируса, а также роликов с людьми, которые из-за карантина вынуждены сидеть дома, проводя свое время с любимыми людьми. В видео также можно увидеть ролики знаменитостей, таких как Кендалл Дженнер и Кайли Дженнер, Деми Ловато, 2 Chainz, Карри Стефен и Айеша Карри, Гвинет Пэлтроу, Chance the Rapper, Lil Dicky, Майкл Бубле, Джейден Смит, Эштон Кутчер и Мила Кунис, в том числе и ролик Бибера с супругой Хейли Бибер. Ариана Гранде использовала видеоклип, чтобы показать свои новые отношения. Ближе к концу видео, Гранде появилась на пару секунд в обнимку с Далтоном Гомес, агентом по недвижимости.
Также Бибер опубликовал лирик видео с анимацией на фоне нарисованного дома. Видео было создано Катей Темкиной, а художественное оформление дома — Лианой Финк.

## Чарты
| Чарт (2020)                                | Лучшая позиция |
| ------------------------------------------ | -------------- |
| Австралия (ARIA)                           | 3              |
| Австрия (Ö3 Austria Top 40)                | 8              |
| Бельгия/Фландрия (Ultratop 50)             | 21             |
| Бельгия/Валлония (Ultratip Bubbling Under) | 20             |
| Канада (Billboard Canadian Hot 100)        | 1              |
| Канада (Billboard CHR/Top 40)              | 33             |
| Канада (Billboard Hot AC)                  | 36             |
| Чехия (Singles Digitál Top 100)            | 6              |
| Дания (Tracklisten)                        | 5              |
| Финляндия (Suomen virallinen lista)        | 12             |
| Франция (SNEP)                             | 29             |
| Германия (GfK)                             | 19             |
| Венгрия (Single Top 40)                    | 9              |
| Венгрия (Stream Top 40)                    | 5              |
| Исландия (Tonlist)                         | 17             |
| Ирландия (IRMA)                            | 2              |
| Италия (FIMI)                              | 23             |
| Япония Japan Hot 100 (Billboard)           | 83             |
| Япония Japan Hot Overseas (Billboard)      | 9              |
| Литва (AGATA)                              | 5              |
| Нидерланды (Dutch Top 40)                  | 15             |
| Нидерланды (Single Top 100)                | 3              |
| Швеция (Sverigetopplistan)                 | 8              |
| Швейцария (Schweizer Hitparade)            | 7              |
| Малайзия (RIM)                             | 1              |
| Новая Зеландия (RMNZ)                      | 1              |
| Норвегия (VG-lista)                        | 4              |
| Шотландия (OCC Scotland)                   | 2              |
| Сингапур (RIAS)                            | 2              |
| Испания (PROMUSICAE)                       | 34             |
| Великобритания (OCC UK Singles)            | 4              |
| США (Billboard Hot 100)                    | 1              |
| США (Billboard Adult Pop Airplay)          | 19             |
| США (Billboard Pop Airplay)                | 23             |
| США (Billboard Rhythmic)                   | 38             |

## Сертификация
| Регион | Сертификация     | Продажи    |
| --- | ---------------- | ---------- |
| Австралия (ARIA) | 4× Платиновый    | 280 000    |
| Австрия (IFPI Austria) | Золотой          | 15 000     |
| Бельгия (BEA) | Золотой          | 20 000     |
| Бразилия (ABPD) | 2× Бриллиантовый | 320 000    |
| Канада (Music Canada) | 4× Платиновый    | 320 000    |
| Дания (IFPI Danmark) | Платиновый       | 90 000     |
| Франция (SNEP) | Золотой          | 100 000    |
| Италия (FIMI) | Золотой          | 35 000     |
| Новая Зеландия (RMNZ) | 3× Платиновый    | 90 000     |
| Норвегия (IFPI Norway) | Платиновый       | 60 000     |
| Польша (ZPAV) | Платиновый       | 50 000     |
| Португалия (AFP) | Платиновый       | 10 000     |
| Испания (PROMUSICAE) | Платиновый       | 60 000     |
| Великобритания (BPI) | Платиновый       | 600 000    |
| США (RIAA) | 2× Платиновый    | 2 000 000  |
| Стриминг |                  |            |
| Япония (RIAJ) | Золотой          | 50 000 000 |
| Швеция (GLF) | Платиновый       | 8 000 000  |
| Данные о продажах + прослушиваниях приведены только на основе сертификации. · Данные только о прослушиваниях приведены на основе сертификации. |                  |            |

## История релиза
| Регин          | Дата        | Формат                 | Лейбл                         | Ссылка |
| -------------- | ----------- | ---------------------- | ----------------------------- | ------ |
| Весь мир       | 8 Мая 2020  | Цифровой стриминг      | Def Jam Republic RBMG Records | [ 1 ]  |
| Австралия      | 8 Мая 2020  | Contemporary hit radio | Universal                     | [ 61 ] |
| Великобритания | 8 Мая 2020  | Contemporary hit radio | Universal                     | [ 62 ] |
| США            | 11 Мая 2020 | Adult contemporary     | Def Jam Republic              | [ 63 ] |
| Весь мир       | 12 Мая 2020 | Винил CD касета        | Def Jam Republic RBMG         | [ 64 ] |
| США            | 12 Мая 2020 | Contemporary hit radio | Def Jam Republic              | [ 65 ] |
| США            | 12 Мая 2020 | Rhythmic contemporary  | Def Jam Republic              | [ 66 ] |
| Италия         | 15 Мая 2020 | Contemporary hit radio | Universal                     | [ 67 ] |